# Jean Vanier
Jean Vanier (Genève, 10 september 1928 - Parijs, 7 mei 2019) was een Canadees katholiek filosoof en humanitair activist. 

## Biografie

### Jeugdjaren
In 1928 werd hij geboren in Zwitserland als vierde kind en voorlaatste kind van Georges Vanier. Zijn vader was toen op missie voor de Volkenbond en was tussen 1959 en 1967 gouverneur-generaal van Canada). Gezien de diplomatieke carrière verhuisde het gezin geregeld waardoor Jean zijn kindertijd doorbracht in Frankrijk en Engeland. In 1942 startte Jean Vanier op 13-jarige leeftijd een opleiding bij de Britse marine. Na de Tweede Wereldoorlog vervolgde hij zijn militaire loopbaan bij het Canadese leger. 

### Thomas Philippe
In 1950 nam hij ontslag uit het leger en ging op zoek naar geloofsverdieping. Hij zocht een manier om meer in de geest van het Evangelie te gaan leven. Hij trad toe tot L'Eau Vive, een internationaal theologiecentrum voor leken in Soisy-sur-Seine, in 1946 opgericht door de dominicaanse pater Thomas Philippe. Vanier erkende hem als spirituele vader. In 1952 startte de generaal-overste van de dominicanen een onderzoek naar deze pater nadat vrouwen getuigden over seksueel machtsmisbruik. De stichter van L'Eau Vive moest opstappen en wees de jonge Vanier aan als directeur. In 1956 besliste het Heilig Officie dat pater Thomas geen kerkelijke taken meer op zich mocht nemen en werd contact met zijn organisatie verboden.
Onder de vleugels van zijn meester werkte Vanier desalniettemin aan een doctoraat over de ethiek van Aristoteles dat hij in 1962 verdedigde. Eind 1963 bracht Vanier een bezoek aan pater Thomas die net aalmoezenier was geworden van Val Fleuri, een instelling voor 30 mannen met een verstandelijke beperking in Trosly-Breuil bij het Bos van Compiègne. Na een onderwijsopdracht in Canada waarbij hij tal van studenten inspireerde, keerde hij terug naar Trosly en raakte geboeid door instellingen voor mentaal welzijn.

### Arkgemeenschap
Vanier bracht een bezoek aan het psychiatrisch ziekenhuis van Saint-Jean-les-Deux-Jumeaux en ontmoette er Raphaël Simi en Philippe Seux. Hun lijden raakte hem diep waardoor hij in 1964 een klein huis kocht in een naburig dorp om met hen samen te wonen. Dit persoonlijk engagement zal bijzonder vruchtbaar blijken. Pater Thomas en enkele vrouwen van L'Eau Vive werden ook in deze eerste Arkgemeenschap opgenomen. Deze vorm van samenwonen kreeg veel navolging in Frankrijk en in heel de wereld. Het werd een internationale organisatie van leefgemeenschappen waar personen met een ontwikkelingsstoornis samenwonen met de personen die hen bijstaan. Anno 2017 telde de organisatie 152 gemeenschappen in 37 verschillende landen.
Vanier heeft een groot gedeelte van zijn leven in het teken gesteld van mensen die gemarginaliseerd worden door de samenleving. Hiervoor heeft hij veel erkenning gekregen in Canada en Frankrijk maar ook internationaal zoals in 2015 met de Templetonprijs.

### Misbruik
Vanier is overleden in 2019 en werd een jaar later ervan beschuldigd tussen 1970 en 2005 ten minste zes vrouwen seksueel misbruikt te hebben. Zijn organisatie onthulde dat Vanier de deviante theorieën en praktijken van medestichter Thomas Philippe klaarblijkelijk had overgenomen. Een officieel rapport uit 2023 stelde dat het zelfs minstens 25 vrouwen het slachtoffer zijn geworden van Vaniers praktijken. Het ging in alle gevallen om volwassen en verstandelijk niet beperkte vrouwen. Het misbruik had een mystiek, ritueel karakter en ging gepaard met bijvoorbeeld gebed. Vanier stelde dat zijn seksuele handelingen een bevorderende werking zou hebben op het geloof van de vrouwen.

## Publicaties
Vanier heeft talrijke boeken op zijn naam staan en trad vaak op in radioprogramma's en documentaires. Enkele titels zijn In Weakness, Strength en Tears of Silence. 
- Bibsys: 17311
- Biblioteca Nacional de España: XX955800
- Bibliothèque nationale de France: cb11927652v (data)
- CiNii: DA03735014
- Gemeinsame Normdatei: 118963783
- International Standard Name Identifier: 0000 0001 2145 0113
- Library of Congress Control Number: n80051353
- Nationale Bibliotheek van Letland: 000040267
- MusicBrainz: 8ca54887-3c77-4f38-8931-3e10b754c1b1
- Bibliotheek van het Japanse parlement: 00459568
- Nationale Bibliotheek van Tsjechië: jn19990008733
- Nationale bibliotheek van Australië: 35577633
- Nationale Bibliotheek van Israël: 987007457165505171
- Nationale Bibliotheek van Polen: a0000001179973
- Nationale en Universitaire bibliotheek Zagreb: 000021079
- Nederlandse Thesaurus van Auteursnamen: 075111330
- Istituto Centrale per il Catalogo Unico: CFIV004919
- SNAC: w6gn0m8r
- Système universitaire de documentation: 027177025
- Trove: 1001874
- Virtual International Authority File: 99878746
- WorldCat: E39PBJw8VJrVT6qWgTft7QgqcP